# Phlebotomus langeroni
Phlebotomus langeroni är en tvåvingeart som beskrevs av Nitzulescu 1930. Phlebotomus langeroni ingår i släktet Phlebotomus och familjen fjärilsmyggor. Inga underarter finns listade i Catalogue of Life.